# Gonbad (Architektur)
Gonbad (persisch گنبد, „Kuppel“, auch gunbad, gumbaz, gumbad, gombad, gomboz, türkisch kümbet) bezeichnet einen Grabturm mit Kuppel- oder Kegeldach in der traditionellen  persischen Architektur. Neben der halbrunden Form des Daches sind polygonal konische und runde konische Formen verbreitet. Die Entsprechungen in der türkischen Grabarchitektur heißen Türbe und in der arabischen Qubba.
Die Geschichte der Gonbads reicht bis in die Zeit des vorislamischen Iran zurück. Bereits unter den Parthern war es ein häufig verwendetes Stilelement, das unter den Sassaniden weiterentwickelt und vervollkommnet wurde. In dieser vorislamischen Zeit symbolisierte ein Gonbad die bedeutende Größe des jeweiligen Herrschers. In der islamischen Zeit wurde die Bautradition fortgesetzt. Hier repräsentierte die Kuppel den Himmel und verwies den Gläubigen auf seinen Platz im Kosmos.

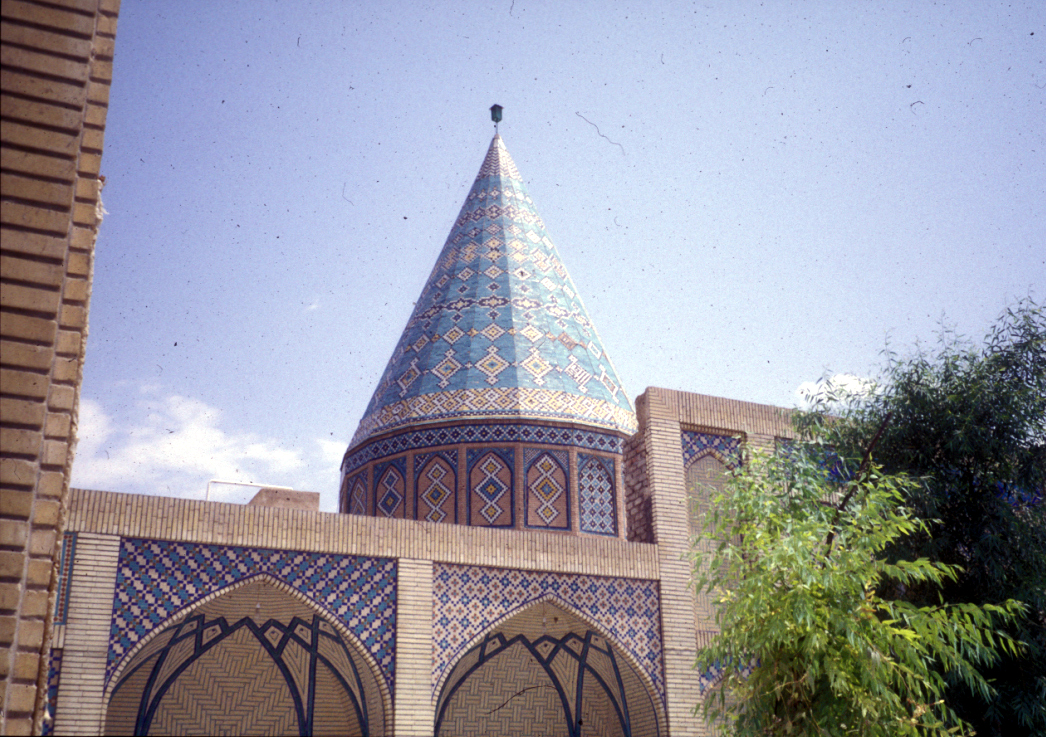
Abu Lulu, Kaschan, Beispiel eines polygon konischen Gonbads
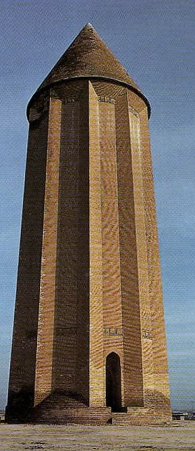
Gonbad-e Qabus, (10. Jahrhundert, heute Golestan) (rund, konisch)
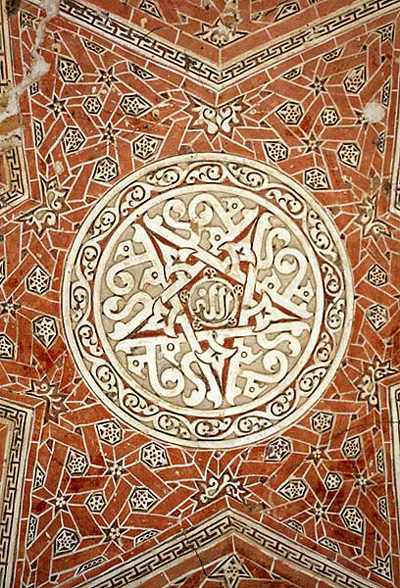
Decke des Gonbad-e Soltanieh (Öldscheitü-Mausoleum) in der Provinz Zandschan (14. Jahrhundert) (parabolisch)